# Capriasca
Capriasca ist eine politische Gemeinde im Schweizer Kanton Tessin. Sie gehört zum Bezirk Lugano und zum Kreis Capriasca.

## Geographie
Die Nachbargemeinden sind im Norden Monteceneri und Isone, im Osten Ponte Capriasca (Exklave) und Lugano, im Süden Canobbio, Comano und Origlio und im Westen Mezzovico-Vira und Ponte Capriasca.
Durch die Gemeinde Capriasca verlaufen die Flüsse Cassarate und Capriasca.

## Geschichte
Die Gemeinde entstand am 15. Oktober 2001 durch die Fusion der damaligen Gemeinden Cagiallo, Lopagno, Roveredo Capriasca, Sala Capriasca, Tesserete und Vaglio. Bereits 1976 war Campestro mit Tesserete fusioniert worden. Am 20. April 2008 wurden Bidogno, Corticiasca und Lugaggia nach Capriasca eingemeindet.

## Wappen der Ortsteile

Cagiallo
Lopagno
Roveredo Capriasca
Sala Capriasca
Tesserete
Vaglio
Bidogno
Corticiasca
Lugaggia

## Bevölkerung
Einwohnerzahlen der Volkszählung 2000:
- Bidogno: 296 Einwohner
- Cagiallo: 538 Einwohner
- Corticiasca: 138 Einwohner
- Lopagno: 496 Einwohner
- Lugaggia: 697 Einwohner
- Roveredo Capriasca: 126 Einwohner (auch Roboret genannt)
- Sala Capriasca: 1179 Einwohner
- Tesserete (mit Campestro): 1424 Einwohner
- Vaglio: 496 Einwohner

| Bevölkerungsentwicklung | Bevölkerungsentwicklung | Bevölkerungsentwicklung | Bevölkerungsentwicklung | Bevölkerungsentwicklung | Bevölkerungsentwicklung | Bevölkerungsentwicklung | Bevölkerungsentwicklung | Bevölkerungsentwicklung | Bevölkerungsentwicklung | Bevölkerungsentwicklung | Bevölkerungsentwicklung |
| ----------------------- | ----------------------- | ----------------------- | ----------------------- | ----------------------- | ----------------------- | ----------------------- | ----------------------- | ----------------------- | ----------------------- | ----------------------- | ----------------------- |
| Jahr                    | 1970                    | 1980                    | 1990                    | 1995                    | 2000                    | 2005                    | 2006                    | 2007                    | 2008                    | 2010                    | 2020                    |
| Einwohner               | 3682                    | 4192                    | 4583                    | 5049                    | 5439                    | 5937                    | 5979                    | 6030                    | 6169                    | 6285                    | 6755                    |

## Verkehr
Der Ceneri-Basistunnel (Eisenbahn) verläuft auch durch die Gemeinde Capriasca. Es handelt sich um den Abschnitt Giubiasco – Lugano der Schweizerischen Bundesbahnen. 
Nach Tesserete führte die ehemalige Zugstrecke der Lugano-Tesserete-Bahn. 
Die Gemeinde Capriasca wird von Buslinien des Tarifverbundes Arcobaleno bedient.

## Sehenswürdigkeiten

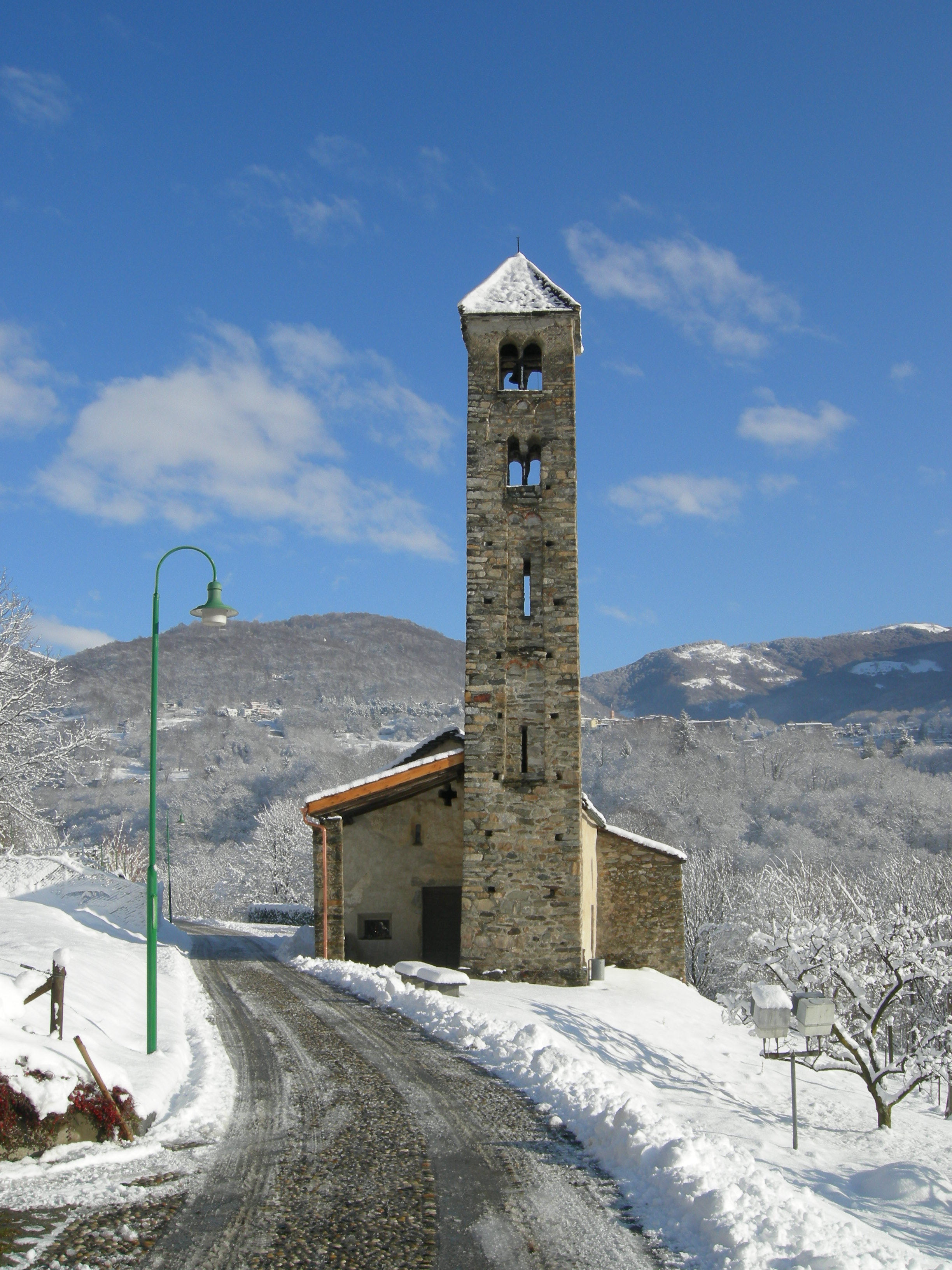
Pfarrkirche San Pietro von Sureggio

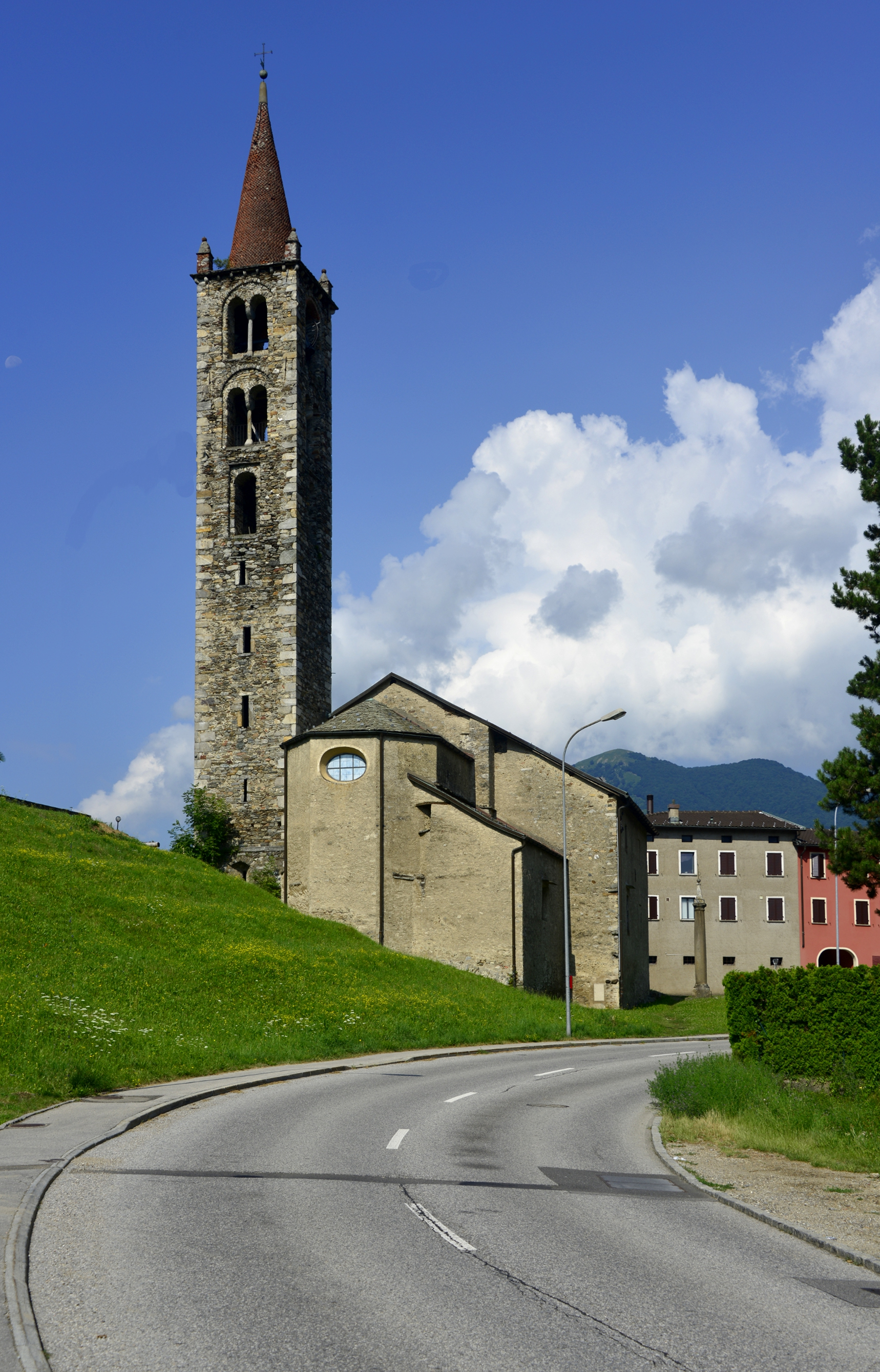
Sala Capriasca

- Kirche Santi Pietro und Paolo, im Ortsteil Sureggio[6][7]
- Kapuzinerkloster Bigorio, im Ortsteil Bigorio[6][8]
- Kirche Santa Maria Assunta[6]
- Klostermuseum[6][9]
- Ferienweiler Gola di Lago
- Sperrstelle Gola di Lago[10]

## Persönlichkeiten
- Januarius Quadri (* um 1160; † vor 1213), frühester Vertreter der Familie Quadri, um 1200 urkundlich in Criviasca bezeugt, Besitzer des Lehens der Capitanei von Locarno in der Gapriasca.[11][12]
- Zane Quadri (* um 1310 in Capriasca; † nach 1367 ebenda), er war unter den Vertretern des Luganertals in der Grenzbereinigung auf dem Monte Ceneri.[13][14]
- Bernardino Tarugi (* um 1540 in Montepulciano; † 1605 in Rom), Visitator des Erzbistums Mailand, 1576 wurde er zum Co-Visitator der Capriasca[15]
- Giocondo Storni (1817–1898), Schweizer römisch-katholischer Geistlicher
- Giuseppe Pasotti (fra’ Roberto) (* 13. September 1933 in Bellinzona), Kapuziner, Maler, Glasmaler und Grafiker[16]
- Antonietta Airoldi (* 21. September 1951 in Capriasca), Künstlerin. Weberin und Stoffdesignerin[17]

## Kultur
- Archivio audiovisivo di Capriasca e Val Colla[18]